# Кримське (Калінінградська область)
Кримське (рос. Крымское) — селище Правдинського району, Калінінградської області Росії. Входить до складу Желєзнодорожного міського поселення.
Населення —  72 особи (2015 рік). 

## Населення
| 2002 | 2010 |
| ---- | ---- |
| 90   | ↘72  |